# Pedasí
Pedasí est un corregimiento et chef-lieu du district de Pedasí, dans la province de Los Santos, au Panama. La localité est située à l'extrême sud-oriental de la péninsule d'Azuero, sur la côte Pacifique et comptait une population de 2 410 habitants en 2010,.

## Infrastructure
Pedasi se compose principalement d'une rue centrale (Avenida Central), d'une plaza (centre-ville) à deux rues de là, et de plusieurs bâtiments publics bien entretenus, entourés de blocs résidentiels.
Avec son architecture pittoresque et sa structure routière ordonnée, Pedasi est l'une des principales attractions de la région de Los Santos.
De la ville de Panama, elle est située à environ cinq heures de route. Pedasi est desservie par l'aéroport Justiniano Montenegro Airport, qui reçoit des vols charters et privés.